# Jacques-Emile-Louis-Léon Humbert
Jacques-Emile-Louis-Léon Humbert, francoski general, * 1893, † 1993.